# Parasphaeria castanea
Parasphaeria castanea är en kackerlacksart som beskrevs av Brunner von Wattenwyl 1865. Parasphaeria castanea ingår i släktet Parasphaeria och familjen jättekackerlackor. Inga underarter finns listade i Catalogue of Life.